# Tamas (Rapper)
Tamas (* 1983 in Berlin-Wedding; bürgerlich Tamás Bednanits) ist ein deutscher Rapper und Crossover-Sänger aus Berlin. Er wurde zunächst als Teil des Quartetts DeineLtan bekannt und ist heute als Solokünstler aktiv. Er ist auch Teil der 2017 gegründeten fünfköpfigen Horrorcore-Crew Zombiez.

## Leben
Tamas, der ungarischer Abstammung ist, wuchs im Berliner Stadtteil Wedding auf. Mit dem Rappen begann er bei der Rapcrew DeineLtan, die 2002 ihr erstes Demo-Tape veröffentlichten, und bis 2010 drei Alben im Selbstverlag und Vertrieb von Distributionz herausbrachten. 2007 wurde die Gruppe wegen des Tracks Fick die Cops bekannt. Im Umfeld der Gruppe fanden Ermittlungen der Staatsanwaltschaft Berlin statt. Unter anderem wurde auch Tamas' damalige Wohnung durchsucht. Das Verfahren wurde aber letztlich eingestellt. Nach dem Ende von DeineLtan wird es ruhig um Tamas, der nur bei wenigen Features, unter anderem für DCVDNS, Ruffiction und im Hirntot-Umfeld, aktiv wurde.
2014 unterschrieb Tamas bei DufteArt. Im März 2016 wurde jedoch bekannt gegeben, dass Tamas nach Liquit Walker das zweite Signing auf dem Label Auf!Keinen!Fall! ist. Tamas begann an seinem Debütalbum zu arbeiten. Zunächst versuchte er klassische Rapsongs zu schreiben, nahm jedoch mit Produzent Christoph Hessler (The Intersphere) einen Hard-Rock-Remix auf, der ihm so gut gefiel, dass er seinen Sound in diese Richtung änderte. Das folgende Video zum Track Eat the Rich zeigte die musikalische Wandlung des Berliner Rappers. Tamas trat mit seinen ersten Liedern unter anderem als Tour-Support für die Post-Hardcore-Punk-Band Adept auf. Im Dezember 2015 erschien mit Jesus schießt ein zweites Video.
Am 29. Januar 2016 erschien Tamas’ Debütalbum Kopf.Stein.Pflaster. Pünktlich zu den Krawallen am 1. Mai in Berlin erschien mit Fick die Cops eine aktuelle Fassung des kontroversen DeineLtan-Songs. Das Album wurde vier Jahre nach Release von der Bundesprüfstelle für jugendgefährdende Medien (BPjM) indiziert.

## Musikstil
Tamas bezeichnet seine Musik gerne als Hardcore Punk. Es dominieren Metal-Gitarren, der Sound lehnt sich an den Crossover der 1990er Jahre an, ohne jedoch eine Fortsetzung von Blackeyed Blonde oder Guano Apes zu sein. Elemente aus dem Thrash Metal sind ebenfalls zu finden. Sein Image ähnelt seiner Meinung nach am ehesten Dave Mustaine, er versteht sich ähnlich wie Mustaine in der Metal-Szene als Quertreiber und kontroverser Texter. Die Texte seines Debütalbums sind gesellschaftskritisch und gegen verschiedene Instanzen wie Staat, Polizei und Kirche gerichtet.

## Indizierungen
Sowohl als Solokünstler als auch im Kollektiv mit DeineLtan ist Tamas bereits in den Konflikt mit der Bundeszentrale für Kinder- und Jugendmedienschutz geraten.
Am 6. August 2020 wurde das Soloalbum "Kopf.Stein.Pflaster" auf die Liste A der jugendgefährdenden Medien indiziert. Die Anregung zur Indizierung wurde vom LKA Brandenburg gestellt. Das 12er-Gremium der Bundeszentrale für Kinder- und Jugendmedienschutz stufte die Lieder: "Biester der Nacht" "Fick die Cops" "Michael Jackson" & "Drück ab" als jugendgefährdend ein.
Am 18. Juli 2023 wurde das DeineLtan Album "Kopfschuss" als (schwer) Jugendgefährdend indiziert. Die Indizierung wurde ebenfalls vom LKA Brandenburg angeregt. Zur Begründung führte das 3er-Gremium Bundeszentrale für Kinder- und Jugendmedienschutz folgende Lieder an: "Kopfschuss" "ClubzerstörerrR" "Hydro Skit" "Räuberei" "Fick die Cops" "High Wie Wir" "Pack Deine Sachen" "Andy Stange" "Ellenbogen Raus" "Keine Killa" "Rapresente" "Komm Klar" "Pimp Skit" "Atilla Knight - Pimp Daddy" "Lines & Rum" "Ziegelsteine" & "Fick die Cops (Reloaded)"

## Diskografie
Solo
- 2016: Kopf.Stein.Pflaster. (Auf!Keinen!Fall!) (Indiziert[13])
- 2019: Macs ’n’ Gees (mit DCVDNS als DCV’N’TAM)
- 2020: Hysterie
- 2022: Stress

Mit Zombiez
Mit Deineltan
- 2002: Auf Kopf (Demo, MC)
- 2004: Hals über Kopf (Eigenproduktion)
- 2006: Kopfschuss (Eigenproduktion) (Indiziert)[17]
- 2007: Blutbad Berlin (Kompilation, Eigenproduktion)
- 2010: Ja Man (Eigenproduktion)

Gastbeiträge
- 2009: Berlin Macht auf Selbstjustiz im Kiez von 1 Pimp 1 Mac
- 2011: Taub, Blind, Stumm auf Mit dem Kopf durch die Wand von Fella & Kralle
- 2011: Von Hood zu Hood auf Lauter Stärker Besser Härter von Rako & Kralle
- 2011: Die Bohrmaschinenkiller auf Folterkeller der Zombienutten von Orgasmus & Schwartz
- 2012: Possetrack auf Treffpunkt Roter Hof von 13353 Cliq & Illa Mac
- 2012: Brille auf Brille von DCVDNS
- 2012: KKFF und Werte auf Jäger und Sammler von Kralle
- 2013: Globale Zerstörung auf Wir bringen das Drama 2 von Blokkmonsta & Rako
- 2013: Vapo und German Choppers auf Der Wolf im Schafspelz von DCVDNS
- 2014: Dosseposse auf Big Bad Birds von Inglebirds
- 2014: Fick was du gehört hast und Was ein Mann tun muss auf Schwartz auf Weiss von Schwartz
- 2014: Kalt in den Herzen und Blokkhaus Allstars auf Blokkhaus von Blokkmonsta
- 2015: Lass ihn brennen auf Frieden von Ruffiction
- 2016: Morgenland von Swiss und Die Andern mit Shocky, Dag (SDP) und Crystal F[18]
- 2017: Pimp Slap Daddy auf White girl mit Luger von Haiyti
- 2017: DrPepper auf Der erste tighte Wei$$e von DCVDNS
- 2019: Heul doch von Swiss und Die Andern mit Ferris, Shocky, SDP, Blokkmonsta und Crystal F